# Mary Lou
Mary Lou (ur. 15 marca 1992 w Kalifornii) – amerykańska aktorka.
Urodziła się w Kalifornii. Jest kuzynką aktorki Danneel Harris. Znana głównie z roli Mary Ferry z serialu młodzieżowego Nickelodeon – Nieidealna. Występowała także w innych serialach jak: Glee czy Filip z przyszłości. 

## Filmografia
- 2010: Jesus Awakens the Little Girl jako Gertrude
- 2009: Glee jako piosenkarka i tancerka w chórze w latach 70.
- 2008: Being Bailey jako Rachel
- 2008: Bad Mother's Handbook jako nastoletnia Nan
- 2006: Future Girls: Adventures in Marine Biology jako Lisa
- 2005: Filip z przyszłości jako Alex
- 2004–2007: Nieidealna jako Mary Ferry
- 2003: What Should You Do? jako Katie Oren